# Дрейцер, Генрих Александрович
Генрих Александрович Дрейцер (1934—2004) — советский и российский учёный-физик, заслуженный деятель науки России. Лауреат Государственной премии СССР и РСФСР, доктор технических наук, профессор Московского авиационного института. Совместно с Антуфьевым В. М., Ламм Ю. А., Э. К. Калининым и С. А. Ярхо — автор научного открытия «Закономерность изменения теплоотдачи на стенках каналов с дискретной турбулизацией потока при вынужденной конвекции» (диплом N 242, зарегистрированный Госкомизобретений СССР 12 марта 1981).

## Биография
Родился в Москве 14 июня 1934 года. Окончил Московский энергетический институт.
Лауреат Государственной премии РСФСР (1990 год) за цикл исследований нестационарного переноса в однофазных и двухфазных потоках совместно с Б. М. Галицейским и В. В. Костюком.

## Семья
Отец — известный московский врач, доктор медицинских наук Александр Григорьевич Дрейцер (1890—1970), автор «Записок врача скорой помощи». Во время Гражданской войны был начальником медицинской службы Второй Армии, капитан первого ранга; в мирное время — главврач ЦКБУ в Москве. Мать — Галина Михайловна Рослякова, врач-терапевт.
Сестра — Валентина Александровна Смирнова (род. 1938), окончила МИИТ, факультет «Мосты и тоннели». Занималась проектами организации строительства мостов в Проектном Институте. Преподавала сопромат в Московском Техникуме Метростроя. Была начальником тех.отдела Треста Мосфундаментстрой-2 Главмосстроя. Была начальником отдела капитального строительства Треста «Горгидромост» Главмосдоруправления. Занималась ремонтом мостов и в том числе моста «Лужники».
Супруга — Васильева Нина Петровна (1935—2005), инженер, окончила МГТУ им. Баумана.
Сын — Дрейцер Дмитрий Генрихович — юрист, выпускник Московской государственной юридической академии.
Невестка — Лопатина Наталья Викторовна — профессор МГУКИ.

## Работы
- Калинин Э. К., Дрейцер Г. А. Нестационарный конвективный теплообмен и гидродинамика в каналах. М: ВИНИТИ, 1968;
- Kalinin E. K., Dreitser G. A. Unsteady convective heat transfer and hydrodynamics in channels., Vol.6. Accedemic Press, New York, 1970.
- Калинин Э. К., Дрейцер Г. А., Ярхо С. А. Интенсификация теплообмена в каналах. М.: Машиностроение, 1972;
- Кошкин В. К., Калинин Э. К., Дрейцер Г. А., Ярхо С. А. Нестационарный теплообмен. М.: Машиностроение. 1973;
- Галицейский Б. М., Данилов Ю. И., Дрейцер Г. А., Кошкин В. К. Теплообмен в энергетических установках космических аппаратов. М.: Машиностроение 1975;
- Дрейцер Г. А., Кузьминов В. А. Расчет разогрева и охлаждения трубопроводов. М.: Машиностроение, 1977.
- Калинин Э. К., Дрейцер Г. А., Ярхо С. А. Интенсификация теплообмена в каналах. М.: Машиностроение, 1981, 2-е издание.
- Калинин Э. К., Дрейцер Г. А., Костюк В. В., Берлин И. И. Методы решения сопряженных задач теплообмена. М.: Машиностроение, 1983.
- Данилов Ю. И., Дзюбенко Б. В., Дрейцер Г. А., Ашмантас Л. А. Теплообмен и гидродинамика в каналах сложной формы. М.: Машиностроение, 1986;
- Дзюбенко Б. В., Дрейцер Г. А., Ашмантас Л. А. Нестационарный теплообмен в пучках витых труб. М.: Машиностроение, 1988.
- Вилемас Ю. В., Воронин Г.И, Дзюбенко Б. В., Дрейцер Г. А., Дубровский Е. В., Калинин Э. К., А-Л Жукаускас, Ярхо С. А., Закиров С. Г., Иевлев В. М., Шимонис В. М., Шланчаускас А. А. Интенсификация теплообмена «Успехи теплопередачи» т. 2. Вильнюс, Изд. «Мокслас», 1988.
- Калинин Э. К., Дрейцер Г. А., Ярхо С. А. Интенсификация теплообмена в каналах. Изд. 3-е . М.: Машиностроение, 1990;
- Danilov Yu. I., Dzyubenko B. V., Dreitser G. A., Ashmatas L. A. Analysis and Desidt of Swirl — Augmented heat Exchangers. New York, Hemisphere Publ. Corporation, 1990;
- Dreitser G. A., Dzyubenko B. V., Kalinin E. K. et al. Heat Transfer Enhancement. «Heat Transfer — Soviet Reserhs.». v.2. New York, Hemisphere Publ. Corporation, 1990;
- Бессонный А. И., Дрейцер Г. А., Кунгыш В. Б. Основы расчета и проектирования теплообменников воздушного охлаждения. СПб.; Недра, 1996
- Калинин Э. К., Дрейцер Г. А., Копп И. З., Мякочин А. С. Эффективные поверхности теплообмена. М., Энергоатомиздат, 1998
- Kalinin E. K., Dreitser G. A., Kopp I. Z., Myakotchin A. S. Efficient Surfaces for Heat Exchangers Fundemantabs and design. New-Work, 2002